# NGC 5577
NGC 5577 (другие обозначения — UGC 9187, MCG 1-37-9, ZWG 47.22, IRAS14187+0339, PGC 51286) — галактика в созвездии Дева.
Этот объект входит в число перечисленных в оригинальной редакции «Нового общего каталога».